# Los Medios
Los Medios är en ort i Mexiko.   Den ligger i kommunen Tamazula och delstaten Durango, i den centrala delen av landet, 1 000 km nordväst om huvudstaden Mexico City. Los Medios ligger 275 meter över havet och antalet invånare är 119.
Terrängen runt Los Medios är huvudsakligen kuperad, men åt nordväst är den bergig. Runt Los Medios är det mycket glesbefolkat, med 6 invånare per kvadratkilometer. Närmaste större samhälle är Tamazula, 3,4 km sydväst om Los Medios. I omgivningarna runt Los Medios växer i huvudsak blandskog.